# Bahnhof Nagoya
Der Bahnhof Nagoya (jap. 名古屋駅, Nagoya-eki) ist ein Bahnhof auf der japanischen Insel Honshū. Er wird von der Bahngesellschaft JR Central betrieben und befindet sich in der Präfektur Aichi auf dem Gebiet der Stadt Nagoya. Zusammen mit den unmittelbar angrenzenden Bahnhöfen Meitetsu Nagoya von Meitetsu und Kintetsu Nagoya von Kintetsu, dem U-Bahnhof sowie drei benachbarten Busbahnhöfen bildet er einen Verkehrsknotenpunkt von überregionaler Bedeutung im Stadtzentrum. Der Bahnhof gehört zu den wichtigsten im landesweiten Shinkansen-Hochgeschwindigkeitsnetz. Sein herausragendes Merkmal sind die beiden Wolkenkratzer der JR Central Towers, die ihn um bis zu 245 Meter überragen. Hinzu kommen weitläufige unterirdische Passagen.

## Verbindungen
Nagoya ist der größte Eisenbahnknoten der zentraljapanischen Regionen Chūbu und Tōkai. Die mit Abstand bedeutendste Bahngesellschaft vor Ort ist JR Central. Dieses Unternehmen betreibt insbesondere die Schnellfahrstrecke Tōkaidō-Shinkansen, die wichtigste Bahnstrecke des Personenverkehrs in ganz Japan. Shinkansen-Hochgeschwindigkeitszüge fahren von Nagoya ostwärts über Shizuoka und Shin-Yokohama nach Tokio. In westlicher Richtung verkehren sie über Kyōto nach Osaka und weiter auf der San’yō-Shinkansen über Hiroshima nach Hakata. Es werden die drei Zuggattungen Kodama, Hikari und Nozomi angeboten, die sich durch die Bedienung unterschiedlich vieler Zwischenbahnhöfe unterscheiden. Stündlich gibt es sieben bis zehn Verbindungen je Richtung.
Die Tōkaidō-Hauptlinie dient überwiegend dem beschleunigten Pendlerverkehr über mittlere Entfernungen. Es gibt vier Gattungen von Eilzügen, wobei allen gemeinsam ist, dass zwischen Toyohashi und Gifu die Anzahl der Halte variiert (zwischen Gifu und Maibara halten sie hingegen an allen Bahnhöfen). Hinzu kommen Regionalzüge mit Halt an allen Bahnhöfen zwischen Gifu und Toyohashi. JR Central und JR West bieten gemeinsam zwei Schnellzug-Gattungen an. Die Shirasagi verbinden Nagoya mit Gifu, Maibara und Tsuruga., die Hida verkehren von Nagoya über Gifu und Takayama nach Toyama.
Auf der Chūō-Hauptlinie verkehren die Shinano-Schnellzüge über Shiojiri und Matsumoto nach Nagano. Im Nahverkehr zwischen Nagoya und Nakatsugawa werden Eil- und Regionalzüge angeboten, wobei ein Teil davon bereits in Kōzōji, Tajimi oder Mizunami wendet. Auf der Kansai-Hauptlinie verbinden Nanki-Schnellzüge Nagoya mit Kii-Katsuura, während Mie-Schnellzüge von Nagoya nach Toba verkehren. Eilzüge verbinden Nagoya mit Kameyama, hinzu kommen Nahverkehrszüge zwischen denselben Bahnhöfen.
Weitestgehend dem innerstädtischen Verkehr dient die von der Nagoya Rinkai Kōsoku Tetsudō betriebene Aonami-Linie, deren Züge nach Kinjō-futō im südlichen Hafengebiet fahren. Zwei Linien der U-Bahn Nagoya des städtischen Verkehrsamts, die Higashiyama-Linie und die Sakura-dōri-Linie, kreuzen sich im U-Bahnhof auf zwei Ebenen unter dem östlichen Vorplatz. Der Bahnhof Nagoya ist auch ein bedeutender Knotenpunkt des Busverkehrs. Es gibt drei Busbahnhöfe: Der JR Nagoya Bus Terminal (JR名古屋バスターミナル JR Nagoya basutāminaru) dient überwiegend den Schnell- und Charterbussen der Gesellschaft JR Tōkai Bus, die verschiedene Ziele in Zentraljapan ansteuern. Das Meitetsu Bus Center (名鉄バスセンター Meitetsu basusentā) bedient die Fern- und Regionallinien der Gesellschaft Meitetsu Bus. Der Nagoya Station Bus Terminal (名古屋駅バスターミナル Nagoya-eki basutāminaru) ist den Stadtbussen des städtischen Verkehrsamtes vorbehalten. Hinzu kommen mehrere Haltestellen in umliegenden Straßen.

## Anlage

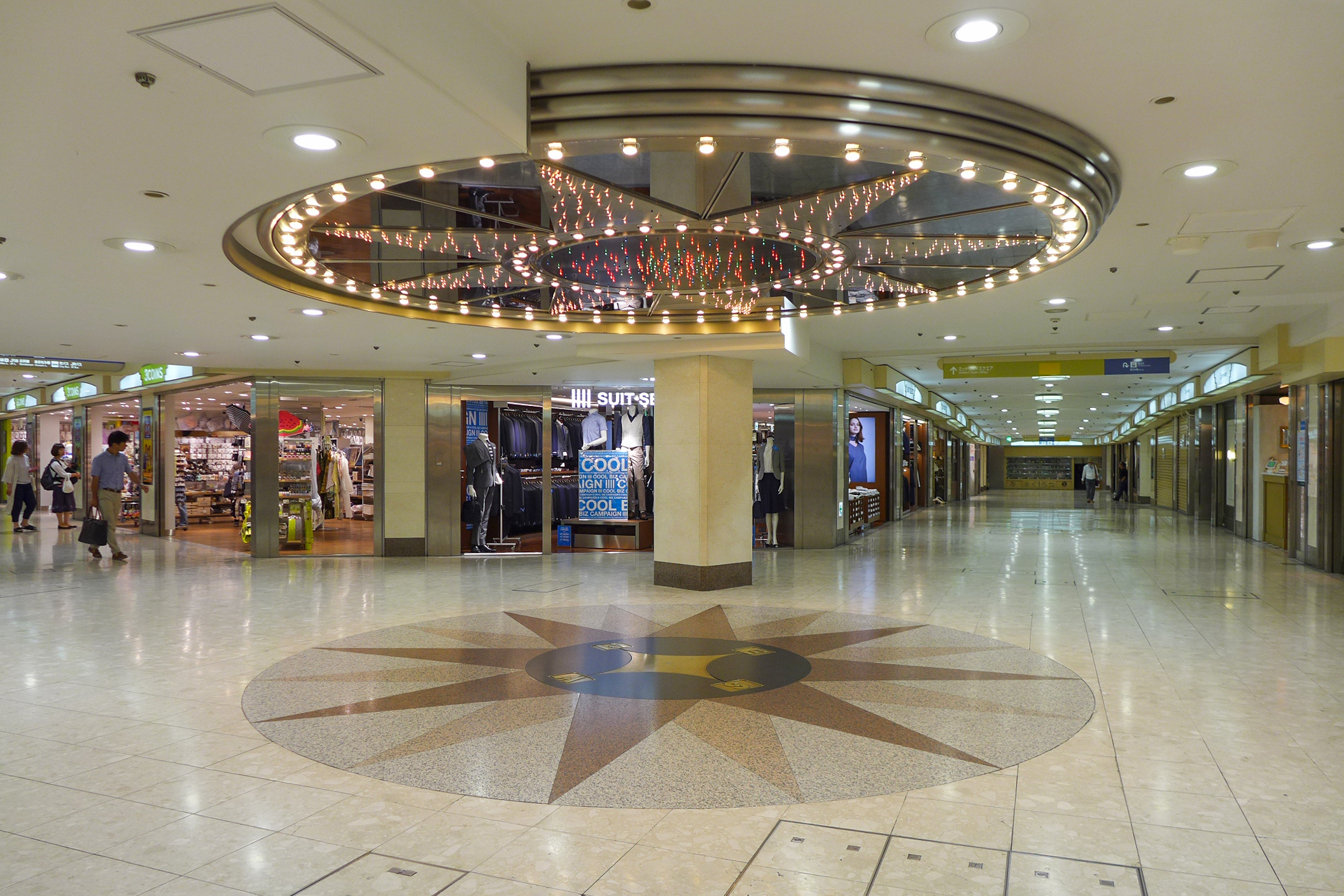
Ladenpassage Sun Road

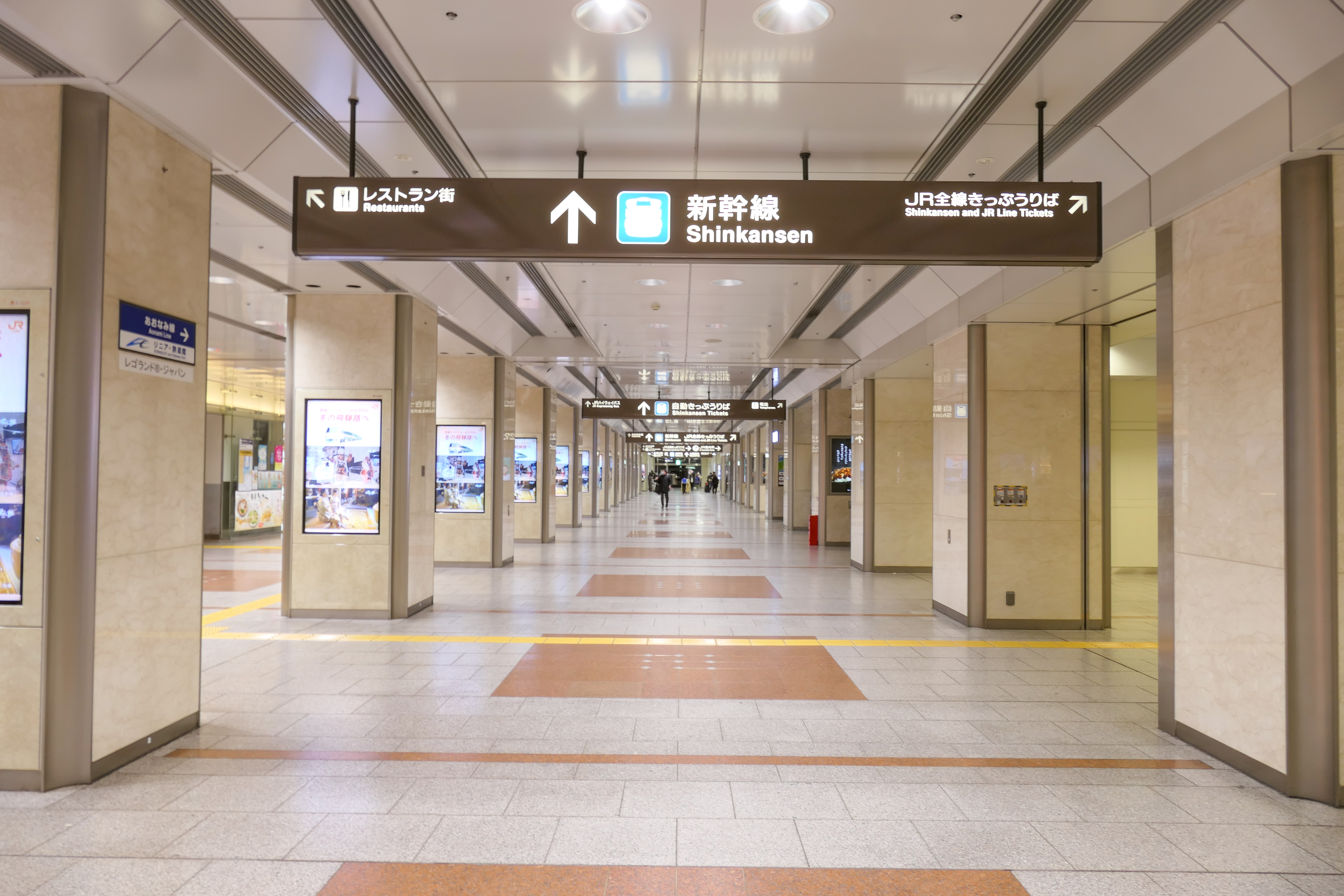
Hauptkorridor

Das Bahnhofareal liegt im Stadtteil Meieki, der von mehreren Wolkenkratzern dominiert wird. Er ist neben dem weiter östlich gelegenen Stadtteil Sakae eines von zwei Geschäftszentren in der Innenstadt, administrativ gehört das Gebiet zu den Bezirken Nakamura-ku und Nishi-ku. An der Ostseite des Bahnhofs erheben sich die 245 m bzw. 226 m hohen Zwillingstürme der JR Central Towers, in denen sich unter anderem die Konzernverwaltung der Bahngesellschaft JR Central befindet. Da diese Wolkenkratzer integraler Bestandteil des Bahnhofskomplexes sind, werden sie als höchstes Empfangsgebäude der Welt bezeichnet. Der JR Gate Tower (220 m) und der JP Tower Nagoya (196 m) befinden sich in unmittelbarer Nähe. An der Hauptstraße Meieki-dōri, gegenüber dem Ostausgang, ragt der Midland Square 247 m in die Höhe, Nagoyas höchster Wolkenkratzer. Meieki ist eines der führenden Einkaufsviertel Japans sowie der Standort zahlreicher Läden und Kaufhäuser (Depāto). In den JR Central Towers selbst befindet sich das Kaufhaus Takashimaya. Weitere benachbarte Einrichtungen dieser Art sind das Meitetsu Department Store, Kintetsu Pass’e und Yamada Denki an der Ostseite sowie Bic Camera an der Westseite. Hinzu kommen die weitläufigen unterirdischen Ladenpassagen Esca Nagoya, Sun Road, Meichika, Gate Walk, Unimall und Miyako Underground Mall.

### JR East und NRKT
Die von Süden nach Norden ausgerichtete Anlage zählt in seinem oberirdischen Teil 21 Gleise. Davon dienen 18 dem Personenverkehr, wobei sich diese an neun Mittelbahnsteigen befinden. Am östlichsten liegen die ebenerdigen Gleise 1 bis 8 sowie 10 bis 13 des konventionellen Streckennetzes von JR East, das in Kapspur (1067 mm) ausgeführt ist. Hier verkehren die Züge der Tōkaidō-Hauptlinie, der Chūō-Hauptlinie und der Kansai-Hauptlinie. Etwas nach Süden versetzt befindet sich der Kopfbahnhof der Aonami-Linie. Sie wird von der Bahngesellschaft Nagoya Rinkai Kōsoku Tetsudō (NRKT) betrieben und nutzt zwei stumpf endende Gleise an einem Mittelbahnsteig. An der Westseite verläuft aufgeständert auf einem Viadukt die Trasse der normalspurigen (1435 mm) Shinkansen-Schnellfahrstrecke. Sämtliche durch Nagoya verkehrenden Hochgeschwindigkeitszüge halten hier. Sie nutzen zu diesem Zweck die vier Gleise 14 bis 17 an zwei Mittelbahnsteigen.
Der östliche und der westliche Haupteingang sind nach den angrenzenden Hauptstraßen Sakura-dōri und Taiko-dōri benannt. Sie liegen unter den JR Central Towers bzw. dem Shinkansen-Bahnhof. Verbunden werden sie durch einen breiten hallenartigen Korridor. Beliebte Treffpunkte für Reisende sind zwei große Bahnhofsuhren an den Enden der Halle: Der östliche ist in goldener Farbe, der westliche silbern. Ebenfalls miteinander verbunden werden die Bahnsteige durch drei unterirdische Korridore; der Zugang erfolgt über Treppen, Rolltreppen und Aufzüge.

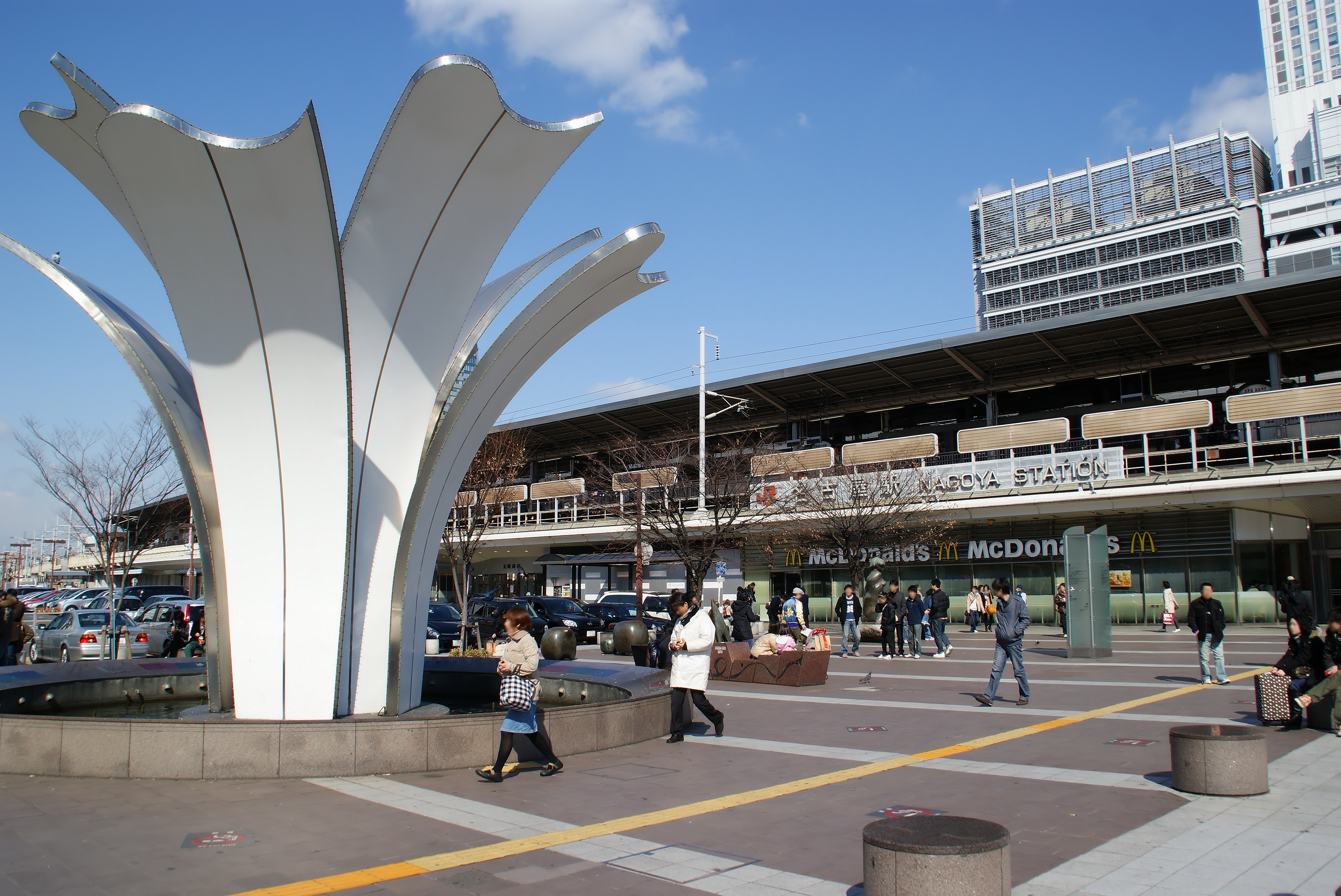
Westlicher Haupteingang an der Taiko-dōri
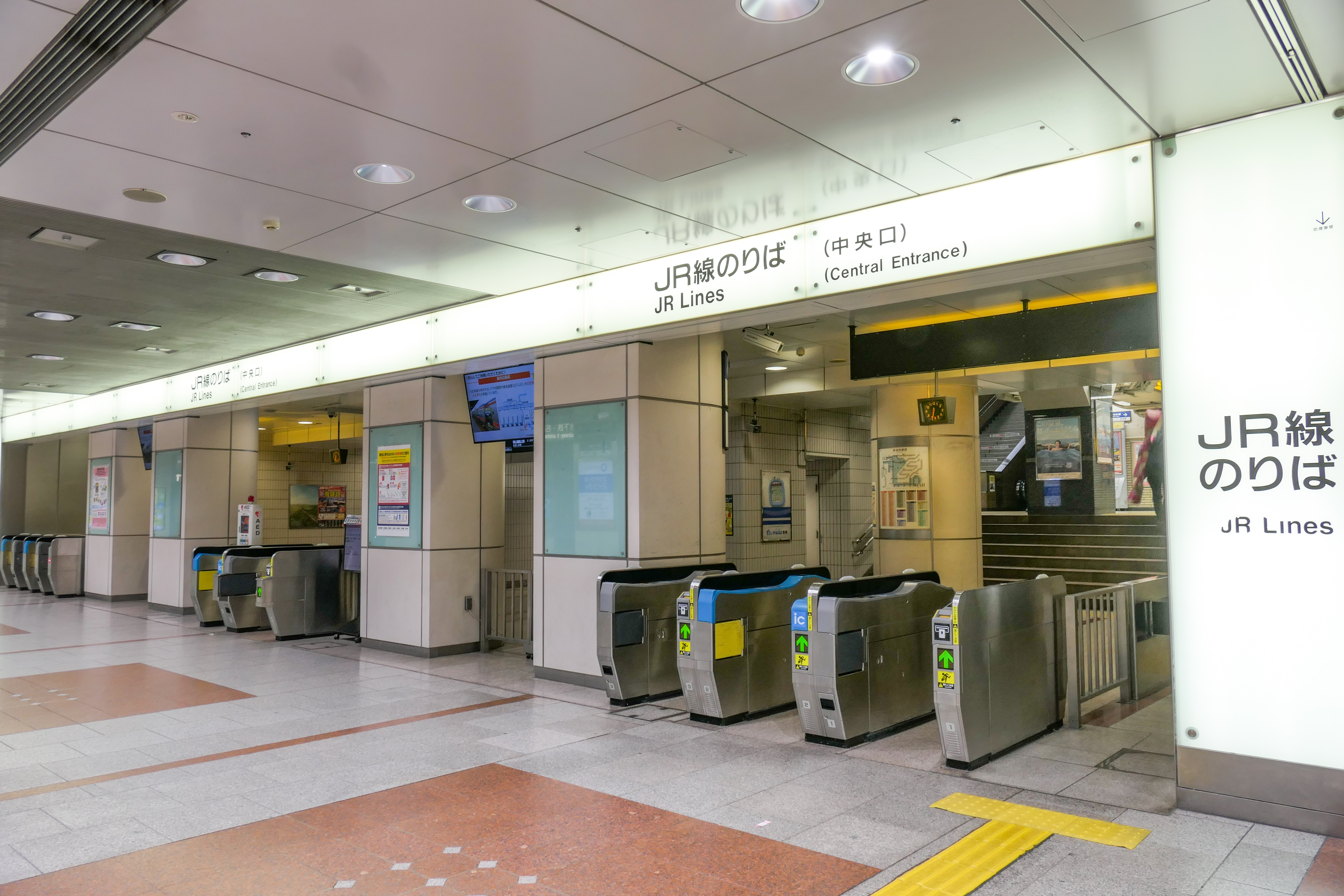
Zentrale Bahnsteigsperren
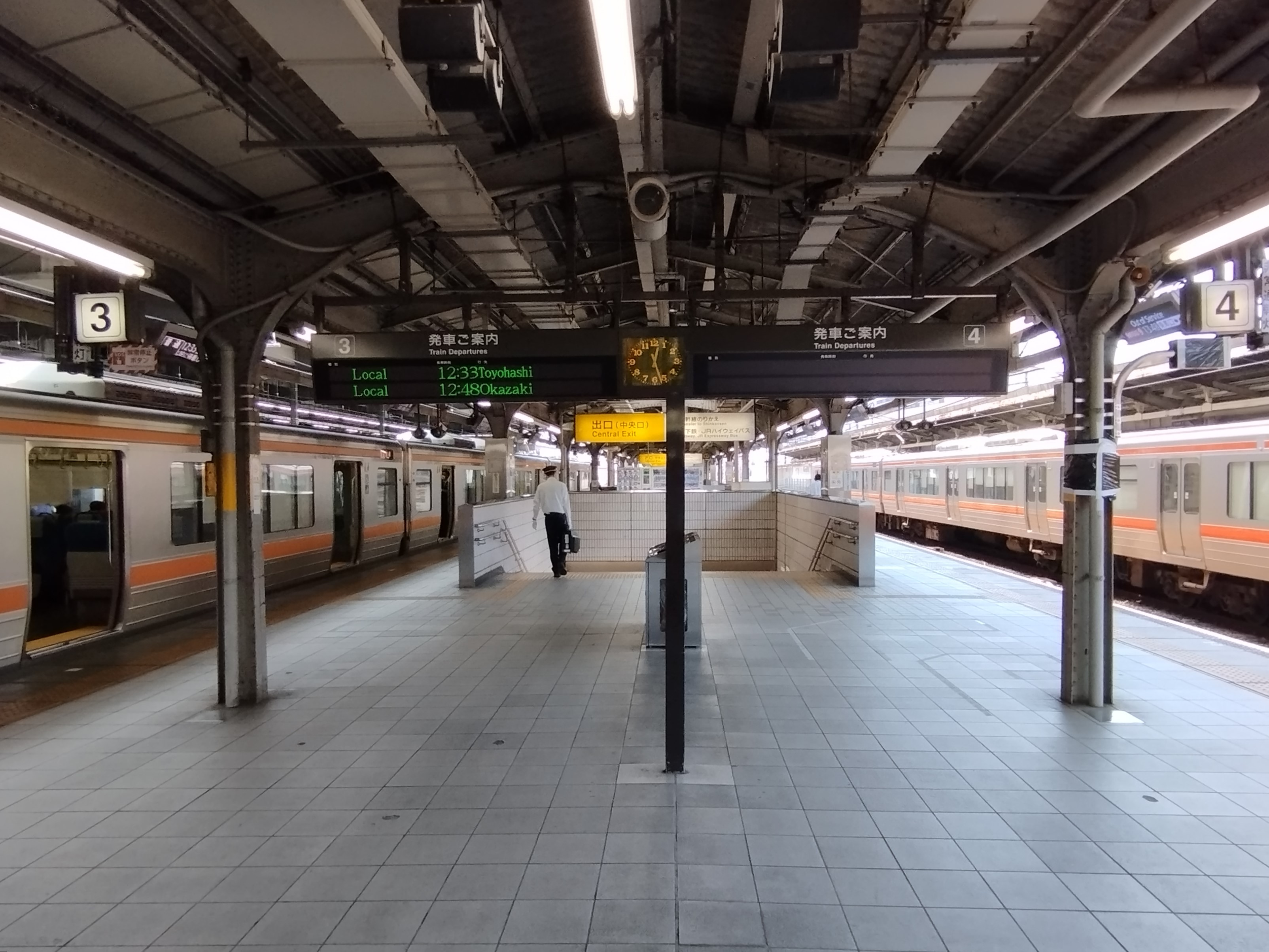
Bahnsteig (Gleise 3/4)
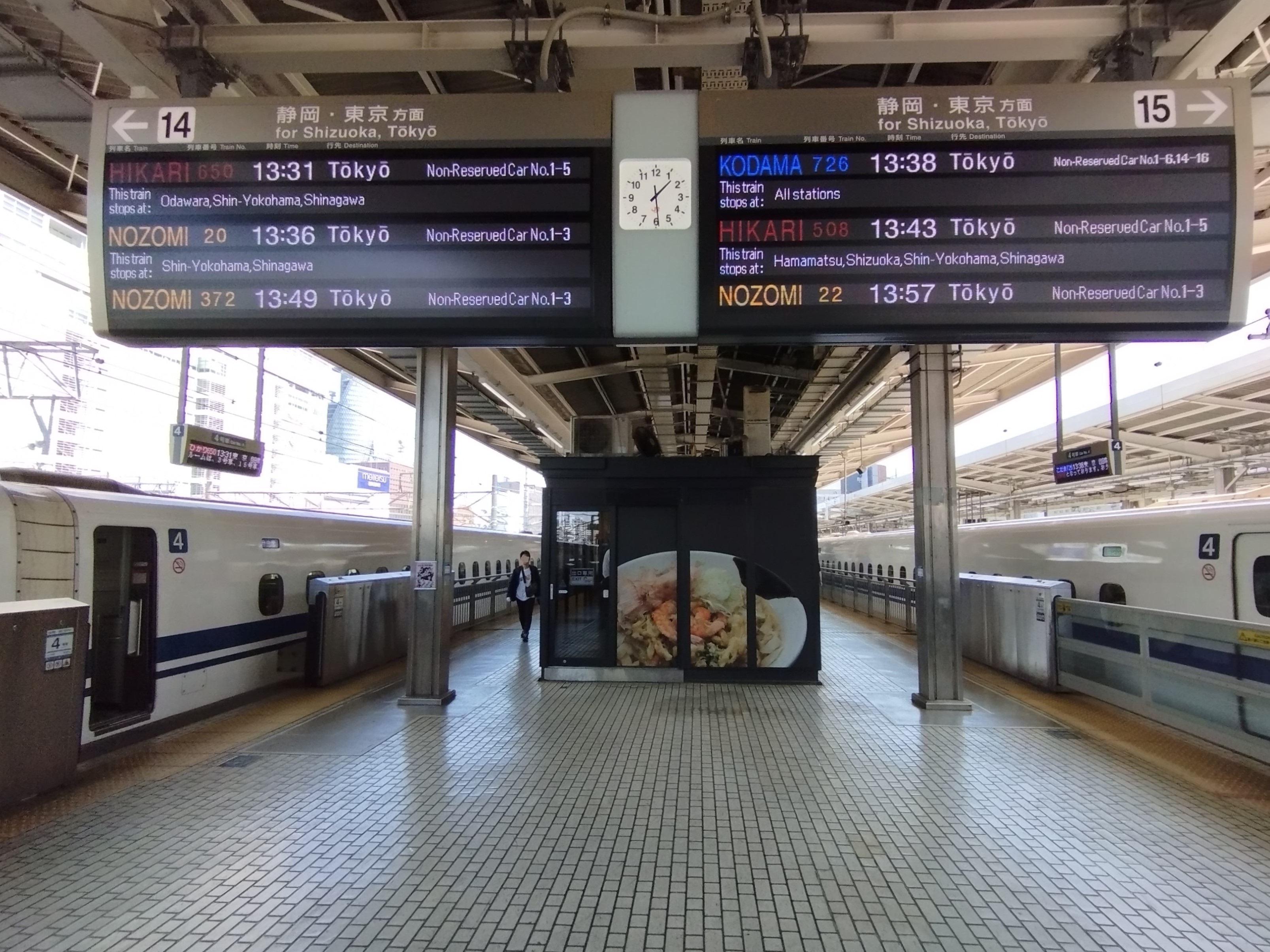
Shinkansen-Bahnsteig (Gleise 14/15)
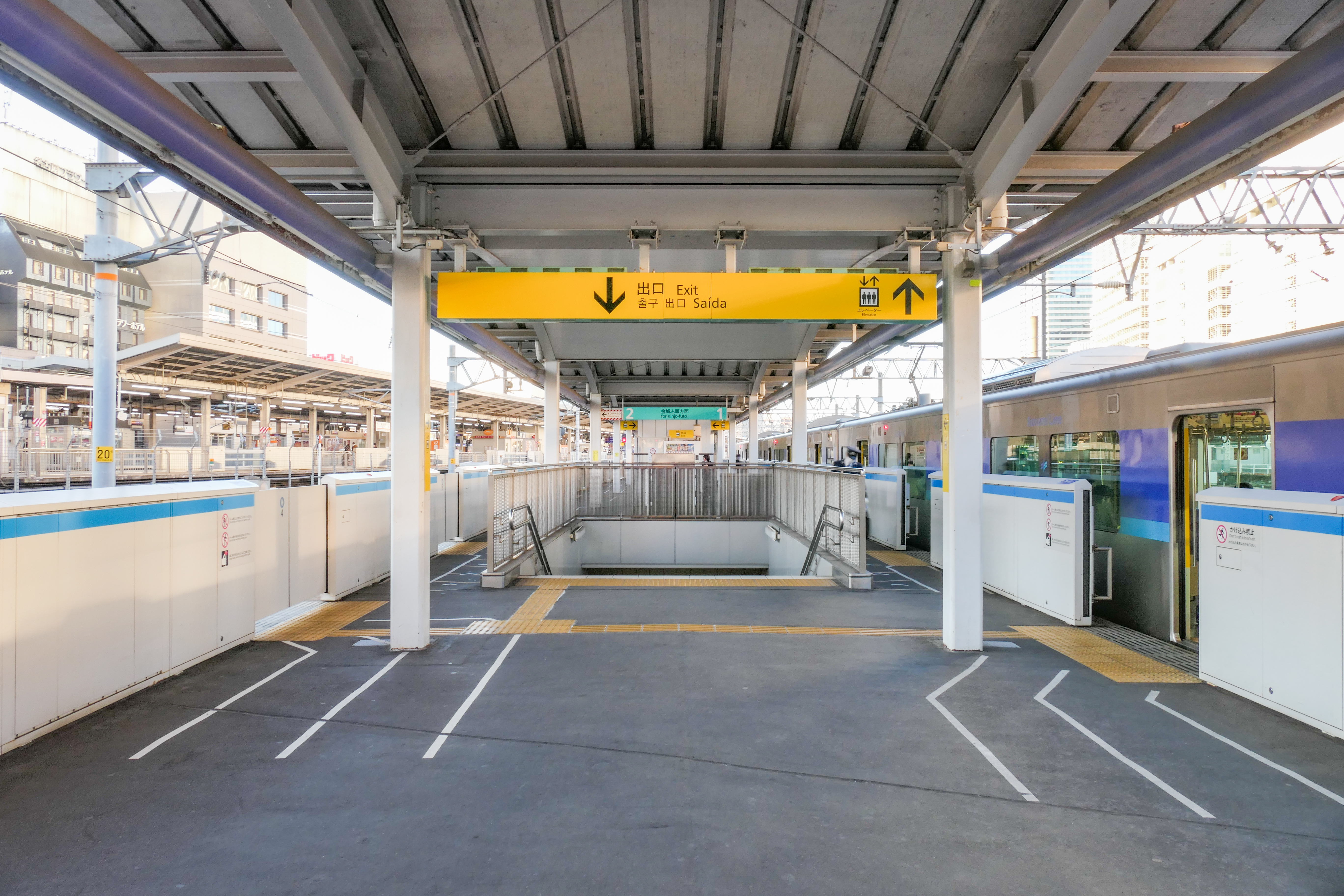
Bahnsteig der Aonami-Linie
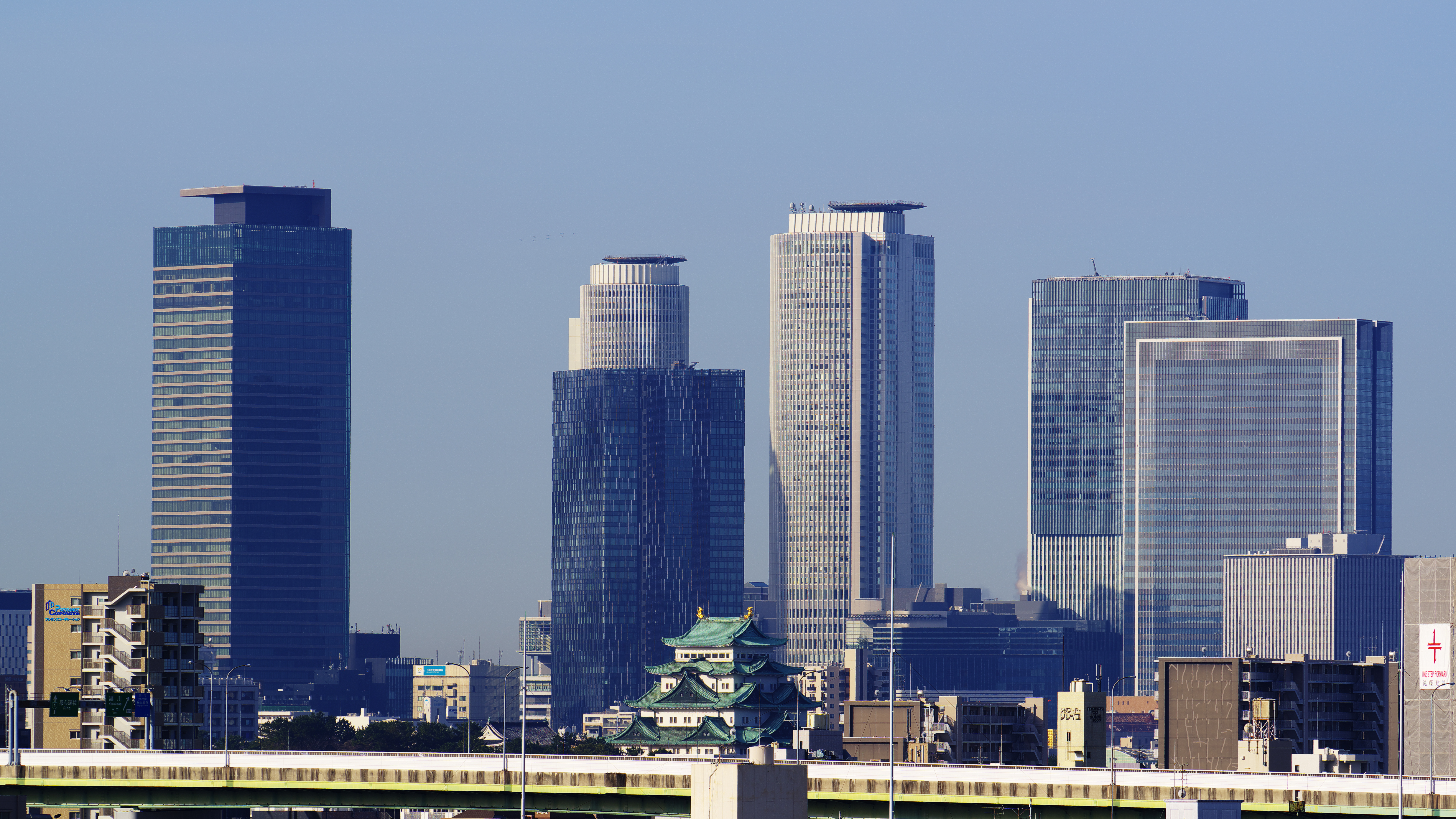
JR Central Towers und Nagoya Castle Main Tower

### Meitetsu und Kintetsu
Die Bahngesellschaften Meitetsu und Kintetsu bedienen ebenfalls den Bahnhofskomplex. Betrieblich sind sie vollständig vom JR-Streckennetz und auch untereinander getrennt. Sie verfügen über je einen eigenen Tunnelbahnhof. Der unter dem Meitetsu-Kaufhaus gelegene Bahnhof Meitetsu Nagoya ist ein dreigleisiger Durchgangsbahnhof an der Meitetsu Nagoya-Hauptlinie von Gifu nach Toyohashi, von der die meisten übrigen Linien des weitläufigen Meitetsu-Streckennetzes abzweigen. Unter dem Kaufhaus Kintetsu Pass’e angeordnet ist der Bahnhof Kintetsu Nagoya, ein Kopfbahnhof mit fünf Gleisen am östlichen Ende der nach Osaka führenden Kintetsu Nagoya-Linie.

### U-Bahnhof
Unter dem Bahnhof Nagoya kreuzen sich zwei Linien der U-Bahn Osaka, die vom städtischen Verkehrsamt betrieben werden. Mit durchschnittlich mehr als 110.000 Fahrgästen täglich handelt es sich um den meistfrequentierten U-Bahnhof der Stadt; vor allem während der Hauptverkehrszeit ist er stark überlastet. Unter der Hauptstraße Meieki-dōri bzw. parallel zu den Strecken von Meitetsu und Kintetsu verläuft in Nord-Süd-Richtung die Higashiyama-Linie. Ihre Züge halten im zweiten Untergeschoss an einem Mittelbahnsteig, der Platz für zwölf Wagen bietet. Allerdings ist er jeweils nur zur Hälfte nutzbar: Züge nach Takabata halten am nördlichen und Züge nach Fujigaoka am südlichen Ende. Funktional handelt es sich also um zwei aneinandergereihte Seitenbahnsteige, die in der Mitte durch Gitter voneinander getrennt sind. Seit 2015 ist der Bahnsteig mit Bahnsteigtüren ausgestattet. Im vierten Untergeschoss unter der Bahnhofshalle von JR East verkehren die Züge der Sakura-dōri-Linie in West-Ost-Richtung. Sie halten an einem Mittelbahnsteig, der ebenfalls mit Bahnsteigtüren ausgestattet ist. Der Bahnsteig bietet theoretisch Platz für Züge mit acht Wagen; da aber nur Fünf-Wagen-Züge auf dieser Linie fahren, ist der ungenutzte Teil des Bahnsteigs abgesperrt. Direkt von der Haupthalle erreichbar ist nur die Higashiyama-Linie; um zur Sakura-dōri-Linie zu gelangen, müssen sich die Fahrgästen durch einen Verbindungsgang im dritten Untergeschoss begeben. Es bestehen jedoch Durchgänge zu den Ladenpassagen Esca und Unimall sowie zum Takashimaya-Kaufhaus.

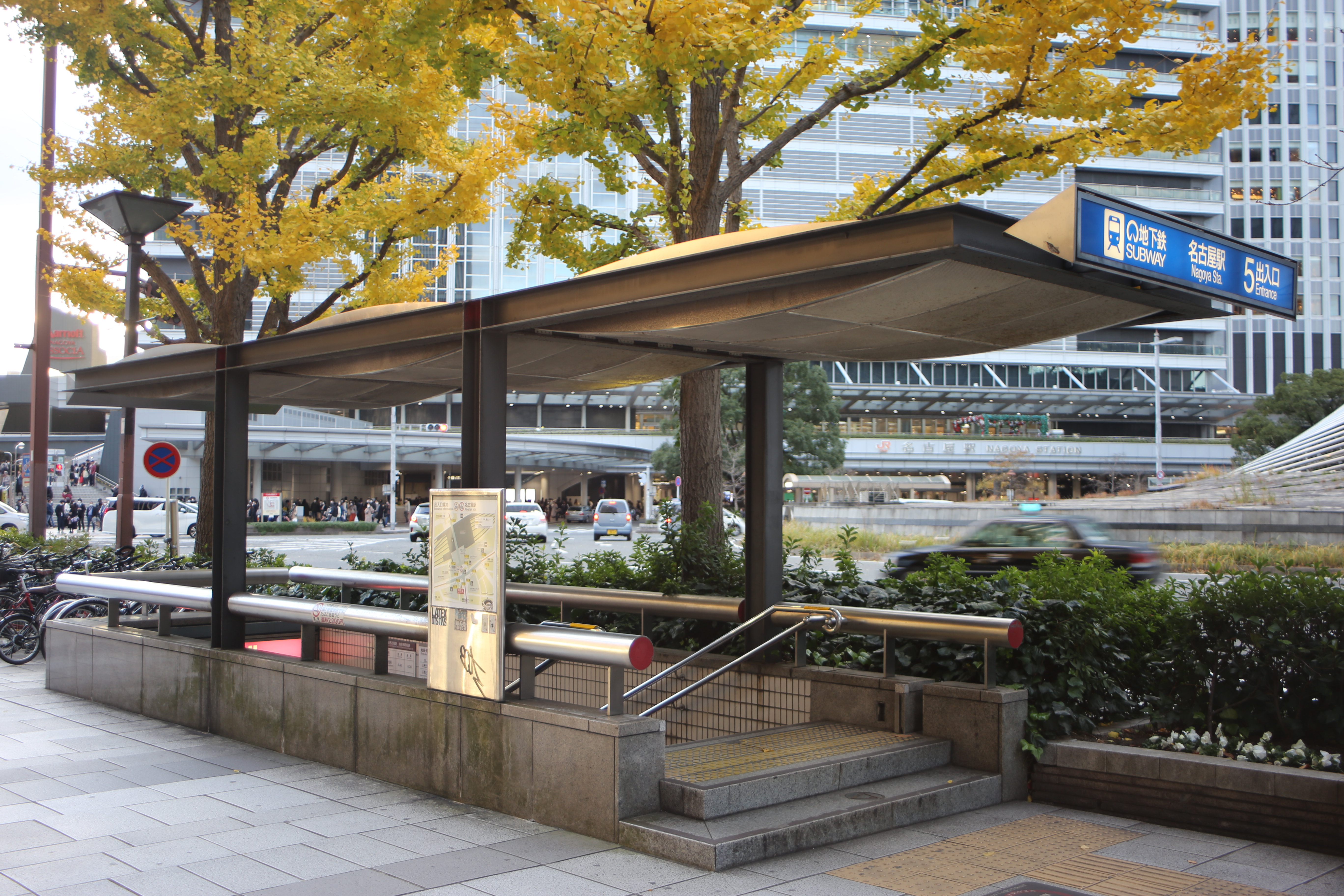
Nebeneingang zum U-Bahnhof
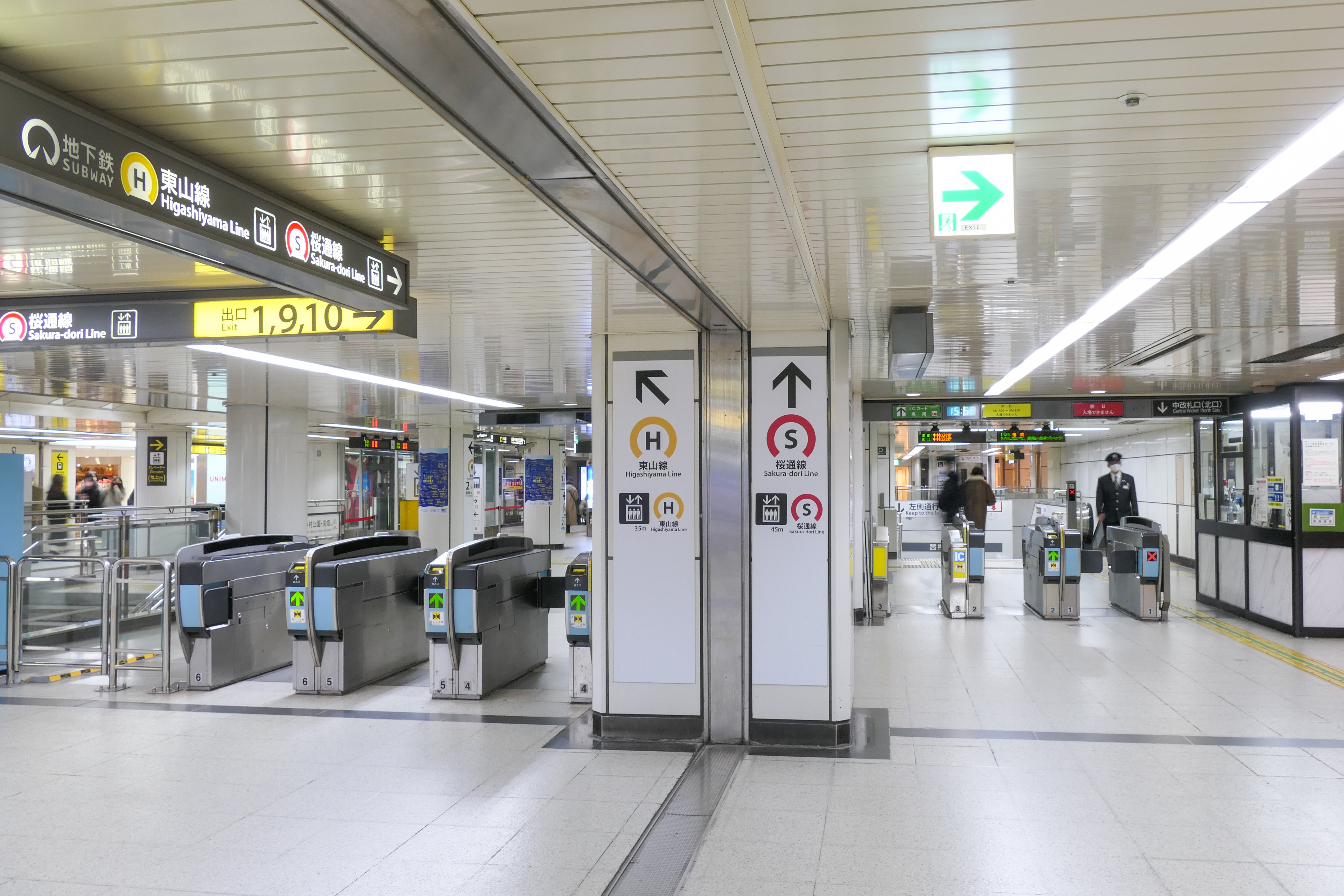
Verteilerebene
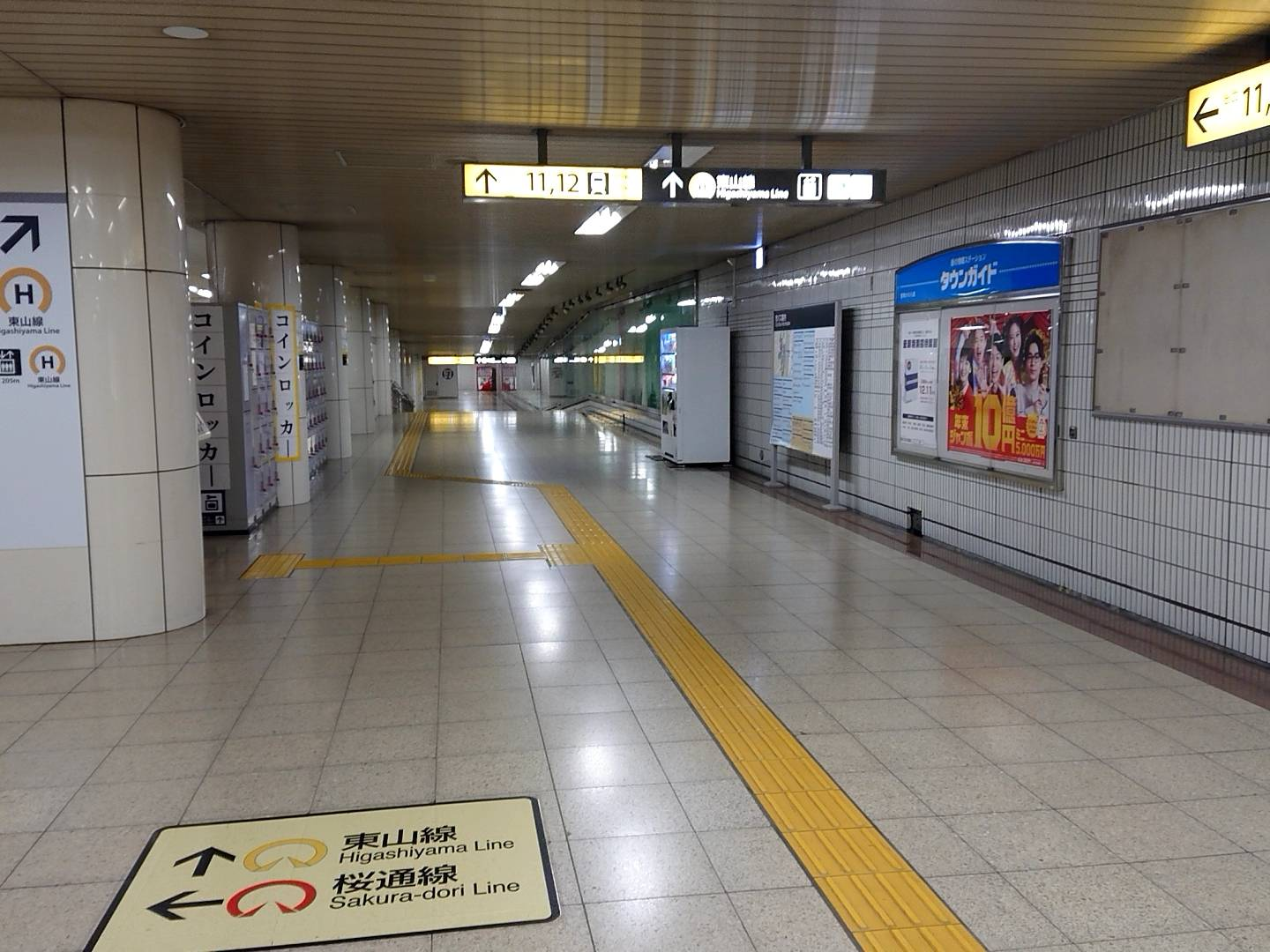
Verbindungsgang
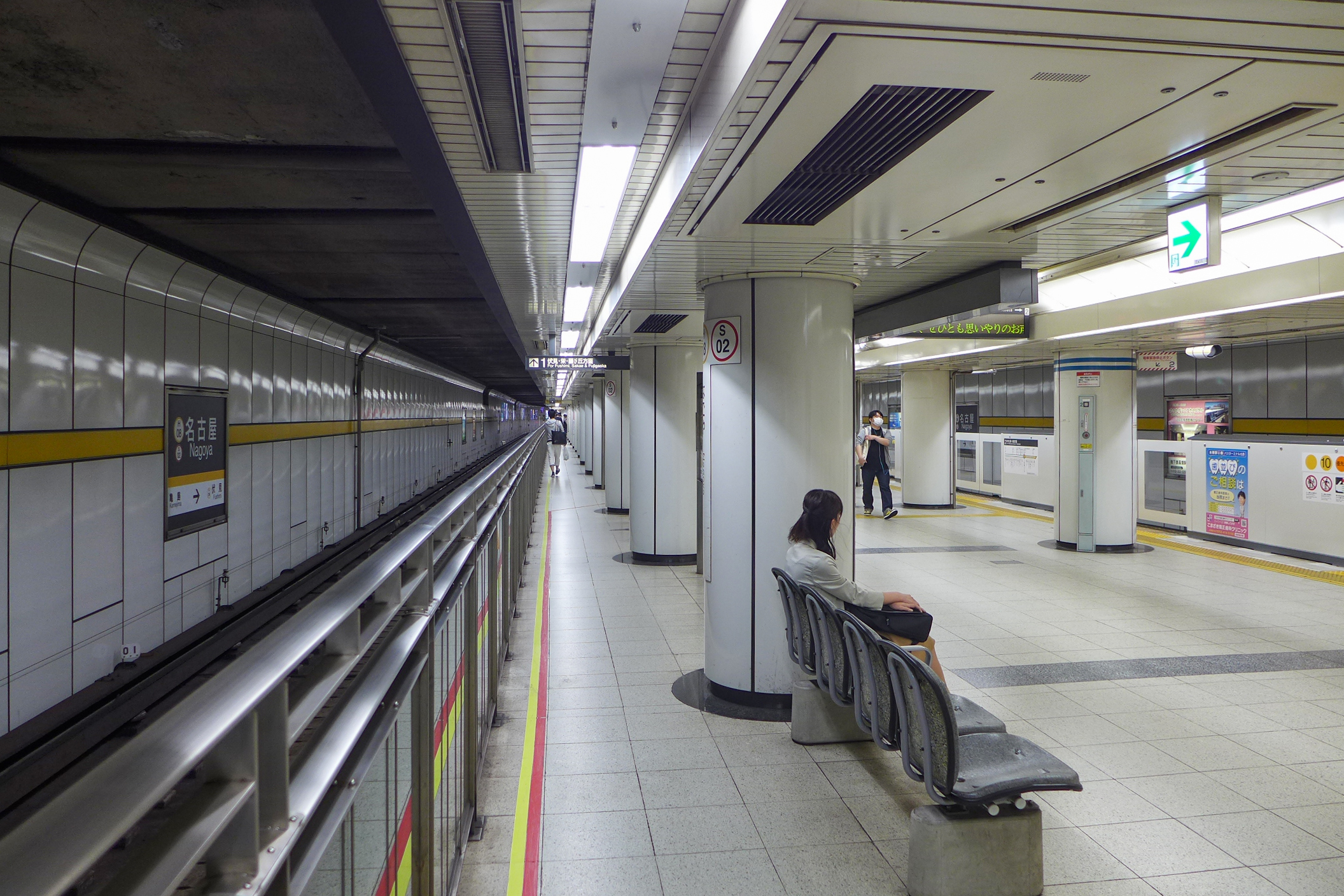
Bahnsteig der Higashiyama-Linie
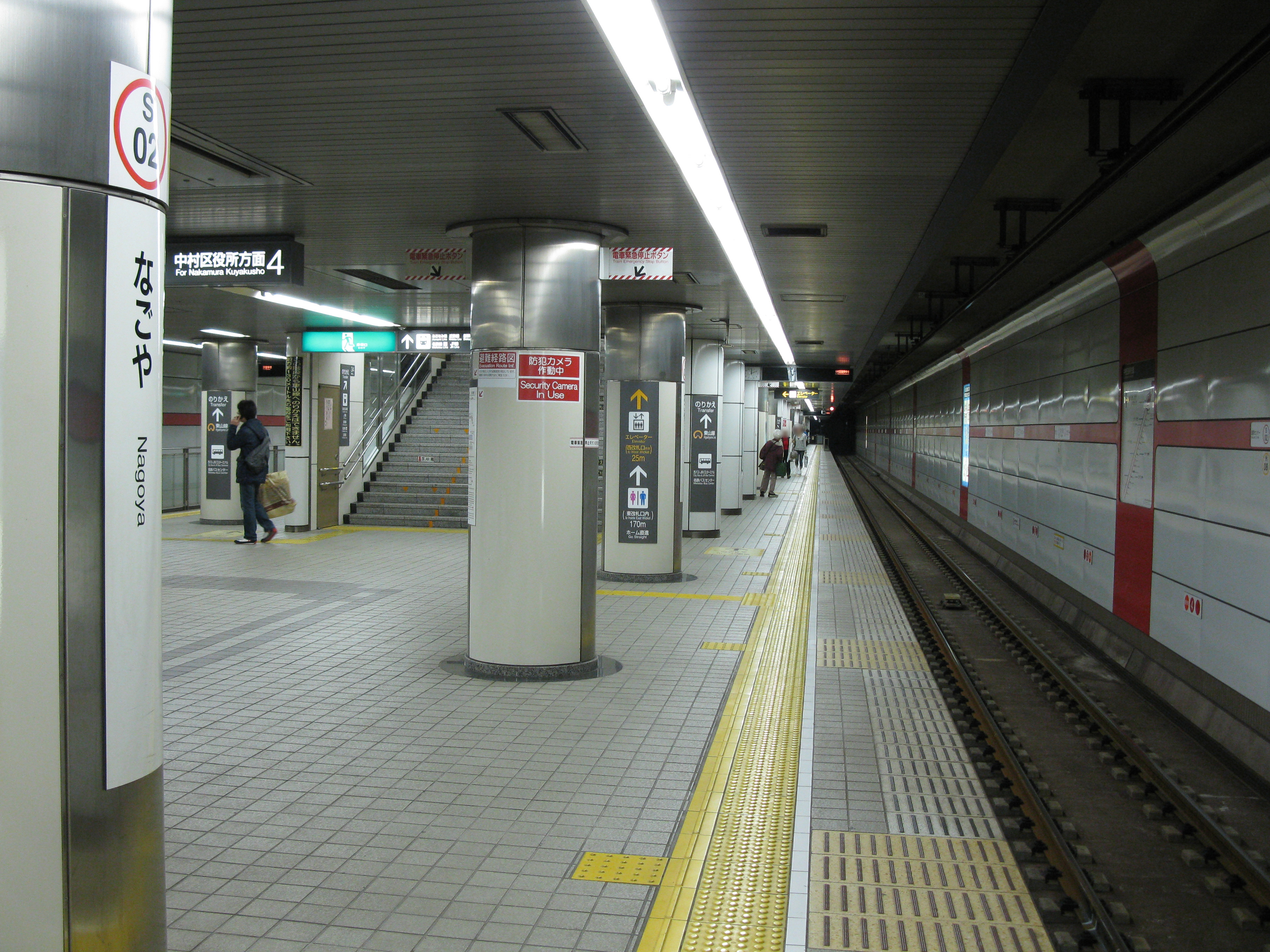
Bahnsteig der Sakura-dōri-Linie

## Gleise
JR Central
| 2/3   | ▉ Tōkaidō-Hauptlinie | Mikawa-Anjō • Toyohashi                                  |
| 4–6   | ▉ Tōkaidō-Hauptlinie | Gifu • Ōgaki • Maibara                                   |
| 7–10  | ▉ Chūō-Hauptlinie    | Tajimi • Nakatsugawa • Shiojiri • Tokio                  |
| 11    | ▉ Tōkaidō-Hauptlinie | Shirasagi- und Hida-Schnellzüge nach Tsuruga bzw. Toyama |
| 12/13 | ▉ Kansai-Hauptlinie  | Kameyama • Kamo • Osaka JR Namba                         |
| 14/15 | ▉ Tōkaidō-Shinkansen | Hamamatsu • Shizuoka • Shin-Yokohama • Tokio             |
| 16/17 | ▉ Tōkaidō-Shinkansen | Kyōto • Shin-Osaka                                       |

(Gleis 1 ist seit 2019 ungenutzt, Gleis 9 ist dem Güterverkehr vorbehalten)
NRKT
| 1/2 | ▉ Aonami-Linie | Kinjō-futō |

U-Bahn
| 1 | ▉ Higashiyama-Linie | Fushimi • Imaike • Motoyama • Fujigaoka         |
| 2 | ▉ Higashiyama-Linie | Takabata                                        |
| 3 | ▉ Aonami-Linie      | Marunouchi • Imaike • Aratama-bashi • Tokushige |
| 4 | ▉ Sakura-dōri-Linie | Taiko-dōri                                      |

## Linien
| Verlauf der Tōkaidō-Shinkansen |
| --- |
| Tokyo • Shinagawa • Shin-Yokohama • Odawara • Atami • Mishima • Shin-Fuji • Shizuoka • Kakegawa • Hamamatsu • Toyohashi • Mikawa-Anjō • Nagoya • Gifu-Hashima • Maibara • Kyōto • Shin-Osaka |

| Verlauf der Tōkaidō-Hauptlinie (Toyohashi–Maibara) |
| --- |
| Toyohashi • Nishi-Kozakai • Aichi-Mito • Mikawa-Ōtsuka • Mikawa-Miya • Gamagōri • Mikawa-Shiotsu • Sangane • Kōda • Aimi • Okazaki • Nishi-Okazaki • Anjō • Mikawa-Anjō • Higashi-Kariya • Noda-Shinmachi • Kariya • Aizuma • Ōbu • Kyōwa • Minami-Ōdaka • Ōdaka • Kasadera • Atsuta • Kanayama • Otōbashi • Nagoya • Biwajima • Kiyosu • Inazawa • Owari-Ichinomiya • Kisogawa • Gifu • Nishi-Gifu • Hozumi • Ōgaki • Tarui • Sekigahara • Kashiwabara • Ōmi-Nagoka • Samegai • Maibara |

| Verlauf der Chūō-Hauptlinie |
| --- |
| Takao • Sagamiko • Fujino • Uenohara • Shiotsu • Yanagawa • Torisawa • Saruhashi • Ōtsuki • Hatsukari • Sasago • Kai-Yamato • Katsunuma-budōkyō • Enzan • Higashi-Yamanashi • Yamanashishi • Kasugaichō • Isawa-Onsen • Sakaori • Kōfu • Ryūō • Shiozaki • Nirasaki • Shimpu • Anayama • Hinoharu • Nagasaka • Kobuchizawa • Shinano-Sakai • Fujimi • Suzurannosato • Aoyagi • Chino • Kami-Suwa • Shimo-Suwa • Okaya • Midoriko • Shiojiri • Seba • Hideshio • Niekawa • Kiso-Hirasawa • Narai • Yabuhara • Miyanokoshi • Harano • Kiso-Fukushima • Agematsu • Kuramoto • Suhara • Ōkuwa • Nojiri • Jūnikane • Nagiso • Tadachi • Sakashita • Ochiaigawa • Nakatsugawa • Mino-Sakamoto • Ena • Takenami • Kamado • Mizunami • Tokishi • Tajimi • Kokokei • Jōkōji • Kōzōji • Jinryō • Kasugai • Kachigawa • Shin-Moriyama • Ōzone • Chikusa • Tsurumai • Kanayama • Nagoya Tatsuno-Zweigstrecke: Okaya • Kawagishi • Tatsuno • Shinano-Kawashima • Ono • Shiojiri |

| Verlauf der Kansai-Hauptlinie |
| --- |
| Nagoya • Hatta • Haruta • Kanie • Eiwa • Yatomi • Nagashima • Kuwana • Asahi • Tomida • Tomidahama • Yokkaichi • Minami-Yokkaichi • Kawarada • Kawano • Kasado • Idagawa • Kameyama • Seki • Kabuto • Tsuge • Shindō • Sanagu • Iga-Ueno • Shimagahara • Tsukigaseguchi • Ōkawara • Kasagi • Kamo |

| Verlauf der Aonami-Linie |
| --- |
| Nagoya • Sasashima-raibu • Komoto • Arako • Minami-Arako • Nakajima • Kōhoku • Arakogawa-kōen • Inaei • Noseki • Kinjō-futō |

## Geschichte
1885 erreichte die Tōkaidō-Hauptlinie von Westen her Ōgaki am Rand der Nōbi-Ebene, von wo aus Nagoya über ein Kanalsystem erreichbar war. Für das noch fehlende Teilstück zwischen Ōgaki und Tokio befürwortete die Kaiserlich Japanische Armee eine Streckenführung im Landesinnern entlang dem Nakasendō, fernab der Küste und somit im Kriegsfall leichter zu verteidigen. Nagoya sollte lediglich mit einer Stichstrecke angebunden werden. Im Juni 1885 genehmigte die Regierung entsprechende Pläne. Ein Jahr später kam die staatliche Eisenbahnverwaltung nach genaueren Abklärungen zum Schluss, dass der Bau der Nakasendō-Route mehr als zehn Jahre dauern und die finanziellen Möglichkeiten des Staates übersteigen würde. Die Regierung setzte sich über die Wünsche der Armee hinweg und beschloss im Juli 1886, die Bahnstrecke in Küstennähe zu errichten. Dadurch wurde Nagoya mittelfristig die Rolle als Eisenbahnknoten zugedacht. Noch vor dieser Entscheidung war der erste Teil der Stichstrecke (die spätere Taketoyo-Linie) eröffnet worden und reichte bis Atsuta am südlichen Stadtrand.
Der Abschnitt zwischen Atsuta und Biwajima wurde am 1. April 1886 eröffnet, der Bahnhof Nagoya einen Monat später am 1. Mai. Er lag etwa 200 Meiter weiter südlich als der heutige Standort. Im Gebiet Sasajima des damaligen Dorfes Hiroi erstreckte sich ein sumpfiges Gebiet mit dichtem Schilf. Aufgrund der Nähe zum Atsuta-Plateau bei Kanayama errichtete man die Bahnlinie dort auf einem Damm; die dabei anfallende Erde und den Sand nutzte man zum Auffüllen des Sumpfes. Diese Arbeiten waren der Grund für die Verzögerung bei der Eröffnung des Bahnhofs Nagoya. Sein Name wurde damals 名護屋駅 geschrieben, am 25. April 1887 erfolgte die Änderung der Schreibweise in die heute noch gebräuchliche Form 名古屋駅. Das Mino-Owari-Erdbeben am 28. Oktober 1891 führte unter anderem dazu, dass das Empfangsgebäude in sich zusammenfiel. Zwischen Maibara und Hamamatsu war der Bahnverkehr daraufhin fünfeinhalb Monate lang unterbrochen. Der Bau eines neuen Empfangsgebäudes dauerte bis April 1892.
Am 24. Mai 1895 nahm die private Bahngesellschaft Kansai Tetsudō den Abschnitt Nagoya–Yatomi der späteren Kansai-Hauptlinie in Betrieb. Da sie sich im staatlichen Bahnhof einmieten musste und demzufolge kein Platz für eine weitere Expansion des Zugangebots zur Verfügung stand, zog sie ihre Strecke am 6. Juli 1896 um einige hundert Meter zum neu errichteten Bahnhof Aichi zurück. 1896 begann die staatliche Eisenbahnverwaltung von Nagoya und Hachiōji aus mit dem Bau der Chūō-Hauptlinie. Sie nahm am 25. Juli 1900 das Teilstück Nagoya–Tajimi in Betrieb, durchgehend befahrbar war die Strecke ab 1911. Nach der Verstaatlichung der Kansai Tetsudō im Jahr 1907 verlor der Bahnhof Aichi rasch an Bedeutung. Er wurde am 1. Juni 1909 stillgelegt, worauf die auf der Kansai-Hauptlinie verkehrenden Züge wieder den Bahnhof Nagoya als Ziel hatten. Ab 1. Mai 1911 verband die dem Güterverkehr vorbehaltene Nagoyakō-Linie den Bahnhof Nagoya mit dem Hafen.
Nach mehrjährigen Bauarbeiten nahm das Eisenbahnministerium am 1. Februar 1937 ein neues Empfangsgebäude aus Stahlbeton mit sechs Stockwerken, einem Untergeschoss und einer Gesamtfläche von 70.000 m² in Betrieb; es war damit eines der größten in Japan. Zudem war der Bahnhof auf einen Damm und um rund 200 Meter nach Norden an seinen heutigen Standort verlegt worden. Ebenso waren von nun an die Anlagen für Personen- und Güterverkehr vollständig getrennt. Während der zweiten Phase der amerikanischen Luftangriffe auf Nagoya wurde das Empfangsgebäude in der Nacht vom 18. auf den 19. März 194 vollständig in Brand gesetzt und schwer beschädigt, der Wiederaufbau dauerte mehrere Jahre. Mit der Elektrifizierung der Tōkaidō-Hauptlinie zwischen Hamamatsu und Nagoya hielt der elektrische Betrieb hier am 21. Juli 1953 Einzug. Im August 1953 begannen die Bauarbeiten an der U-Bahn Nagoya und am 15. November 1957 ging der erste Abschnitt der Higashiyama-Linie zwischen den U-Bahnhöfen Nagoya und Sakae in Betrieb.

Historische Ansichten des Bahnhofs
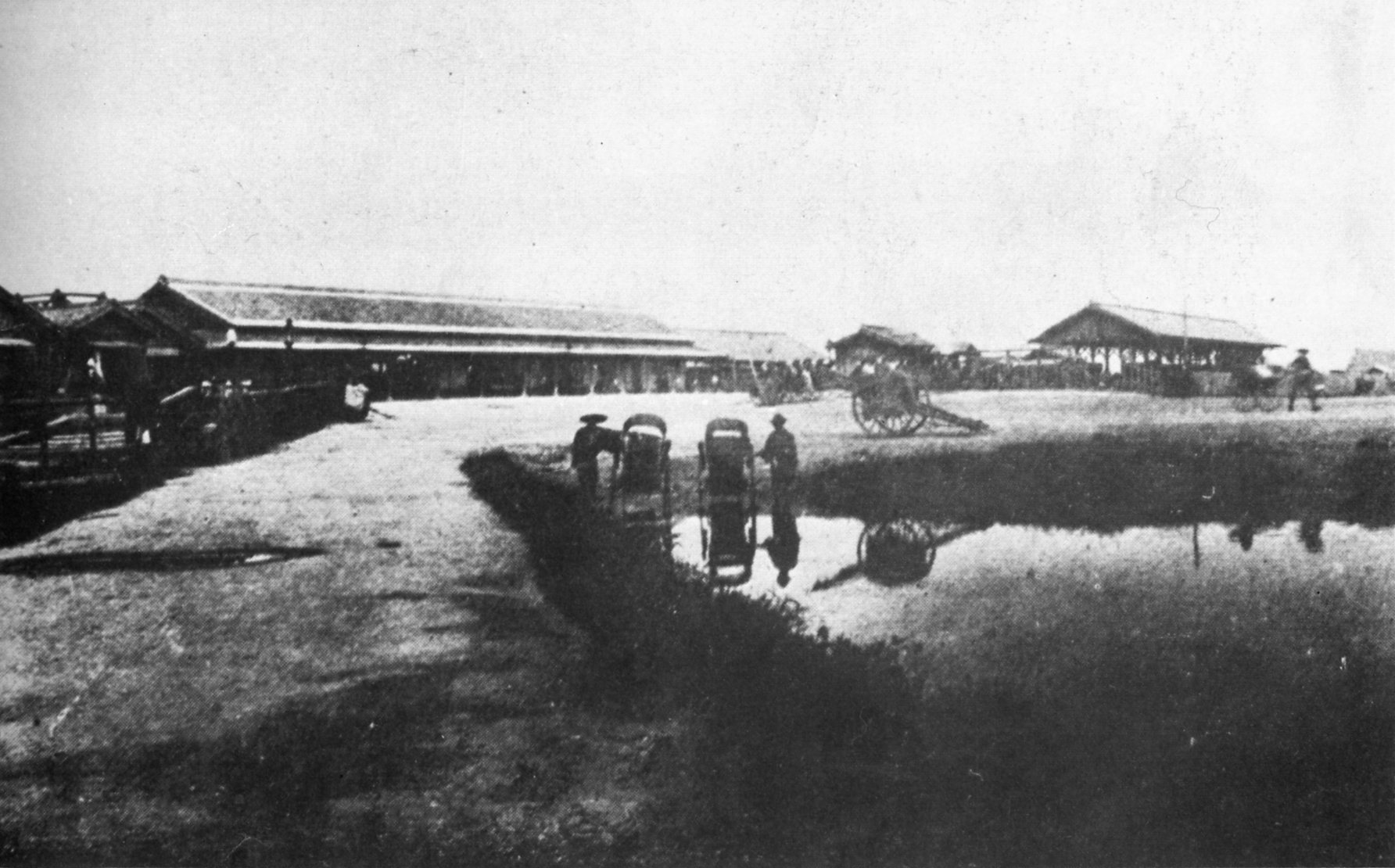
Das erste Bahnhofsgebäude im Eröffnungsjahr 1886
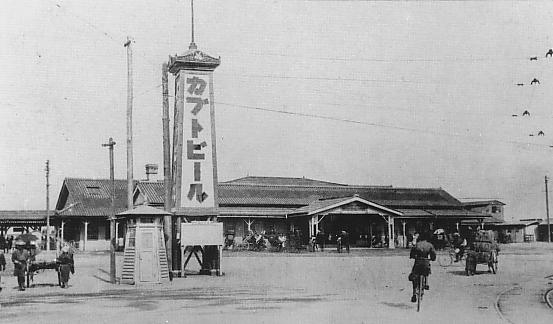
Der Bahnhof um 1930
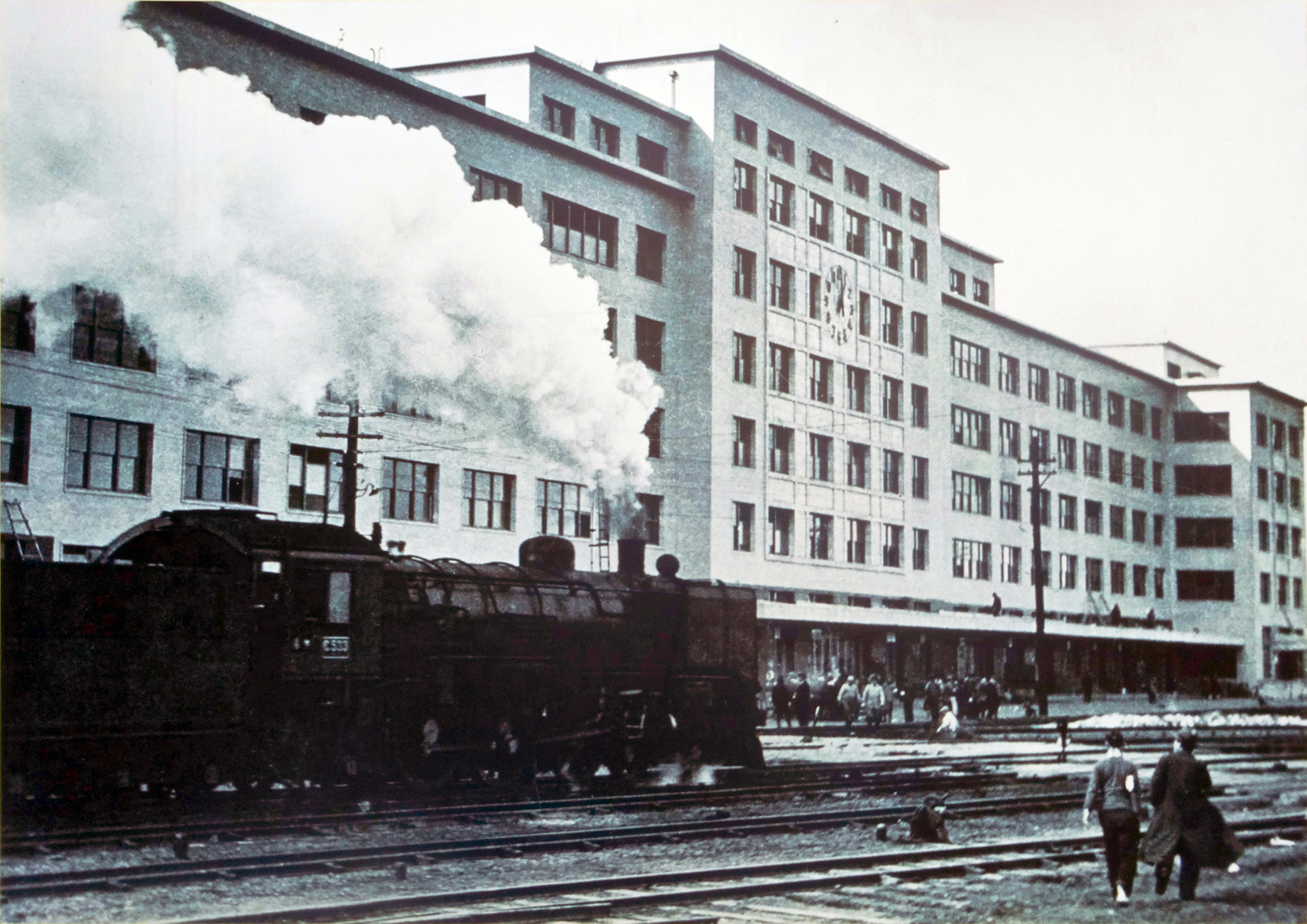
Der neu errichtete Bahnhof im Jahr 1937
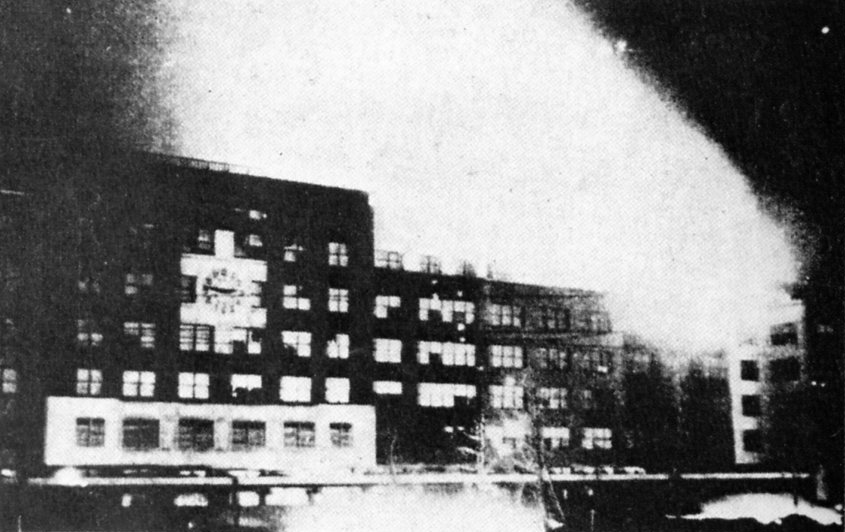
Feuer durch die amerikanischen Luftangriffe auf Nagoya am 18./19. März 1945
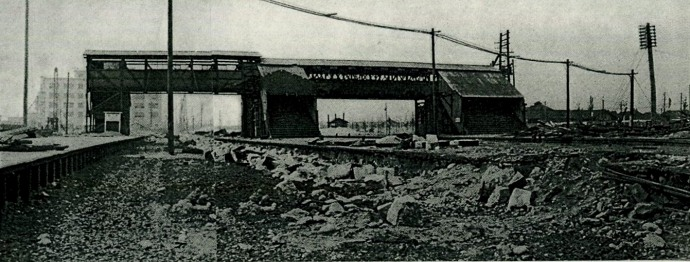
Der ausgebrannte Bahnhof nach Kriegsende

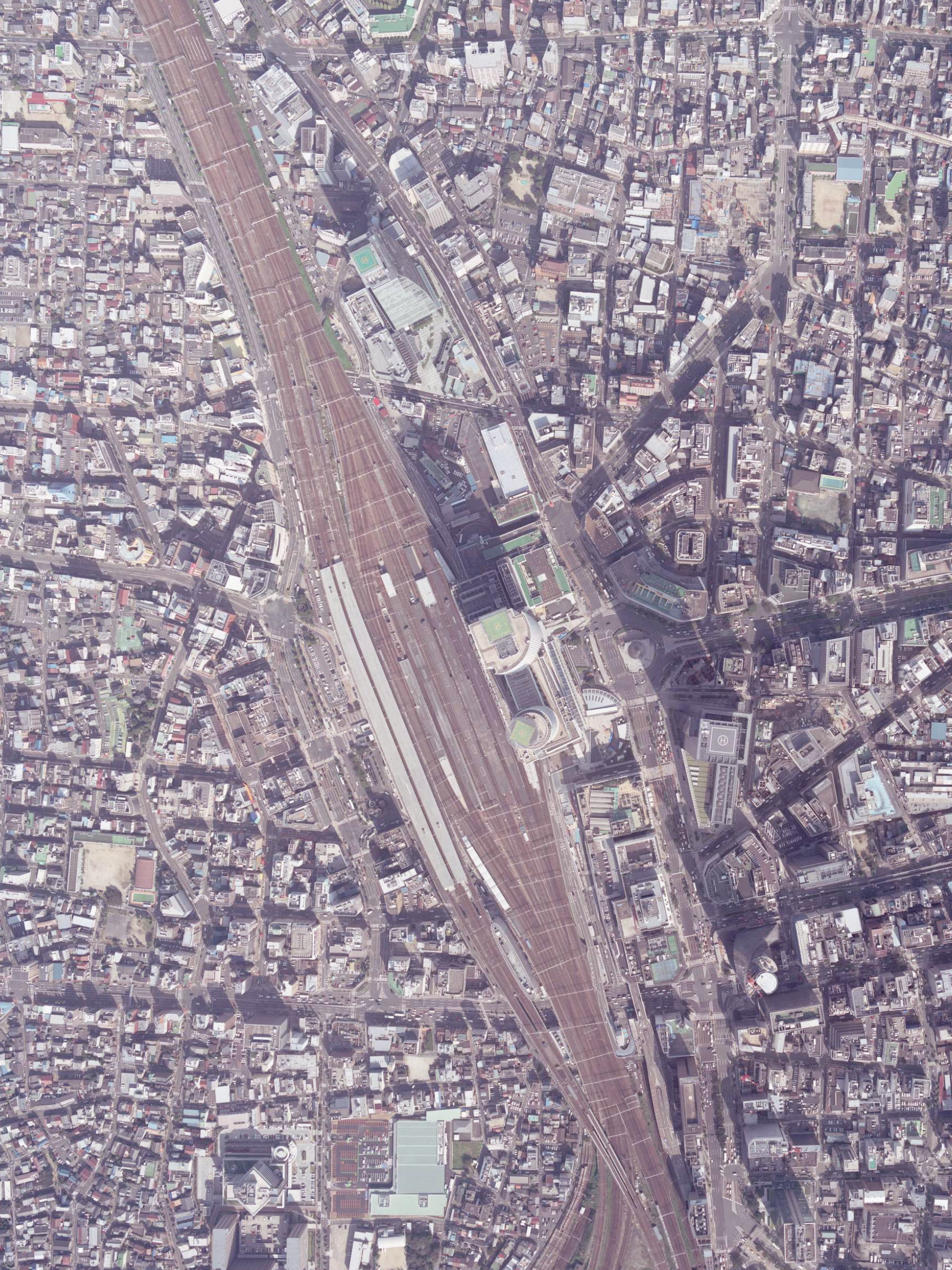
Luftansicht (1970)

Am 1. Oktober 1964 erfolgte die Inbetriebnahme der ersten Schnellfahrstrecke Japans, der Tōkaidō-Shinkansen zwischen Tokio und Shin-Osaka. Dafür waren im Bahnhof Nagoya zwei neue Bahnsteige an der Westseite errichtet worden, die vier Normalspurgleise aufnehmen konnten. Die Higashiyama-Linie wurde am 1. April 1969 nach Nakamura-kōen verlängert und am selben Tag erhielt der Bahnhof Nagoya eine neue unterirdische Fußgängerpassage an der Südseite. Der letzte von einer Dampflokomotive gezogene Personenzug verließ Nagoya am 1. Oktober 1969 auf der Kansai-Hauptlinie, am 26. April 1971 endete die Dampfära auch im Güterverkehr. Im Rahmen der Verstaatlichung der Japanische Staatsbahn ging der Bahnhof am 1. April 1987 in den Besitz der neuen Gesellschaft JR Central über. Eine zweite U-Bahn-Linie erreichte den Bahnhof am 10. September 1989, als das städtische Verkehrsamt den Abschnitt Taikō-dōri–Imaike der Sakura-dōri-Linie eröffnete.
Das Bahnhofsgebäude von 1937 war in der Zwischenzeit zunehmend in die Jahre gekommen. Zusätzlich strebte JR Central danach, die von der Staatsbahn übernommenen Grundstücke und Gebäude kommerziell besser zu nutzen. 1990 stellte das Unternehmen ein Konzept vor, das den Bau zweier 270 m hoher Wolkenkratzer vorsah. Dass die Wahl auf Zwillingstürme fiel, hängt damit zusammen, dass die Sakura-dōri-Linie bereits unter der Bahnhofshalle verlief, so dass es schwierig gewesen wäre, in diesem Bereich tiefe Fundamente zu gießen. 1992 verkleinerte JR Central das Projekt ein wenig; es sah nun einen 245 m hohen Büroturm und einen 226 m hohen Hotelturm vor, die den Namen JR Central Towers erhielten. Der Abbruch des alten Bahnhofsgebäudes begann am 2. Februar 1993, der Spatenstich erfolgte am 25. August 1994. Nach fünfjähriger Bauzeit waren die beiden Türme am 20. Dezember 1999 offiziell fertiggestellt. 2002 wurden sie als höchstes Bahnhofsgebäude der Welt ins Guinness-Buch der Rekorde aufgenommen. Durch den Ausbau und die Verlängerung der Nagoyakō-Linie entstand die Aonami-Linie, die am 6. Oktober 2004 ihren Betrieb aufnahm.
Ein Jahrzehnt nach der Fertigstellung der JR Central Towers kündigte die Bahngesellschaft die Errichtung zweier weiterer Wolkenkratzer auf dem Bahnhofareal an, die das vorhandene Angebot an Laden-, Hotel- und Büroflächen nochmals markant erweitern und dadurch neue Einnahmequellen erschließen würden. Beide Projekte wurden weitgehend parallel ausgeführt. Der 220 m hohe JR Gate Tower entstand ab Oktober 2012 am Standort des früheren Gebäudes Nagoya Terminal Building aus den 1970er Jahren. Während die Bürogeschosse ab November 2016 bezugsbereit waren, standen die kommerziell nutzbaren Stockwerken ab März 2017 zur Verfügung. Anstelle der früheren Hauptpost entstand ab Juli 2013 der 196 m hohe JP Tower Nagoya, der im November 2015 im Rohbau fertiggestellt war und am 1. April 2017 offiziell eröffnet wurde.